# Villamanín
Villamanín est une commune d'Espagne dans la province de León, communauté autonome de Castille-et-León. Elle s'étend sur 176,25 km2 et comptait environ 1 029 habitants en 2015.